# Sven Schwarz (nuotatore)
Sven Schwarz (31 gennaio 2002) è un nuotatore tedesco, specializzato nello stile libero.

## Biografia
Si è messo in evidenza a livello giovanile, prima, al XIV Festival olimpico della gioventù europea di Győr 2017, dove ha vinto l'argento nei 1500 metri stile libero, alle spalle dell'italiano Michele Sassi, e poi ai europei giovanili di Kazan' 2019, in cui ha vinto l'argento nella staffetta 4×200 metri stile libero, con Lukas Märtens, Danny Schmidt e Rafael Miroslaw e il bronzo negli 800 e 1500 metri stile libero, discipline da lui predilette. 
Agli europei in vasca corta di Kazan' 2021 ha vinto la medaglia di bronzo negli 800 e nei 1500 metri stile libero, in entrambi in casi alle spalle dell'italiano Gregorio Paltrinieri, campione negli 800, e del connazionale Florian Wellbrock.
Il 2 maggio 2025, a Berlino, sigla il nuovo record europeo negli 800 metri stile libero, con il crono di 7'38"12. Il 30 luglio dello stesso anno vince la sua prima medaglia iridata, conquistando l'argento negli 800 metri stile libero ai mondiali di Singapore. Il 3 agosto si ripete salendo sul secondo gradino del podio nei 1500 metri stile libero.

## Palmarès
- Mondiali

Singapore 2025: argento negli 800m sl e nei 1500m sl.
- Europei in vasca corta

Kazan' 2021: bronzo negli 800m sl e nei 1500m sl.
- Europei U23

Dublino 2023: oro negli 800m sl, argento nei 1500m sl.
Šamorín 2025: oro negli 800m sl e nei 1500m sl.
- Europei giovanili

Kazan' 2019: argento nella 4×200m sl, bronzo negli 800m sl e nei 1500m sl.
- Festival olimpico della gioventù europea

Győr 2017: argento nei 1500m sl.